# Megála Kalývia
Megála Kalývia, en grec moderne : Μεγάλα Καλύβια, est un village et un ancien dème du district régional de Tríkala, en Thessalie, Grèce. Depuis  2010, il est fusionné au sein du dème de Tríkala.
Selon le recensement de 2011, la population du dème compte 2 798 habitants tandis que celle du village s'élève à 1 849 habitants.